# Slim Creek Park
Slim Creek Park är en park i Kanada.   Den ligger i provinsen British Columbia, i den centrala delen av landet, 3 300 km väster om huvudstaden Ottawa. Slim Creek Park ligger 746 meter över havet.
Terrängen runt Slim Creek Park är varierad. Trakten runt Slim Creek Park är nära nog obefolkad, med mindre än två invånare per kvadratkilometer..
I omgivningarna runt Slim Creek Park växer i huvudsak barrskog.